# Auguste-Lucien Vérité
Pour les articles homonymes, voir Vérité (homonymie).
Auguste-Lucien Vérité (21 octobre 1806 à Beauvais - 19 juillet 1887) est un horloger français, de Beauvais en Picardie. Il a fabriqué notamment deux  horloges astronomiques monumentales.

## Biographie
Fils d'un graveur sur bois et imprimeur sur étoffes, Auguste Vérité prend goût de bonne heure à la mécanique et, après ses études, s'établit comme horloger. Dès 1824, il se signale par une modification de l'échappement de Graham dans lequel la fourchette est supprimée et l'ancre renversée. Vérité appliquera cette innovation à quelques horloges de luxe.
En 1832 il fonde une fabrique d'horlogerie et de mécanique rue de la Taillerie, à Beauvais. C'est de cet établissement que sortirent de nombreuses horloges monumentales. Vérité se distingue par plusieurs brevets dans les domaines de la mécanique et de l'électricité et notamment, en 1840, d'un échappement libre à force constante pour pendule, se composant d'une bascule fixée sur la tige de fourchette.
En juin 1844, il conçoit un système de sonnerie d'horloge dans lequel le volant modérateur est remplacé par un liquide enfermé dans deux cylindres.
En 1853, il fait, à l'Académie des Sciences, une communication sur un grand régulateur qu'il présente à l'Exposition de 1856. Le mécanisme a un échappement électrique, à force constante, dans lequel un petit poids remonté électriquement à une hauteur constante, fournit en tombant la force à un pendule.
En plus de ses réalisations purement horlogères, Vérité est l'auteur d'avancées en matière de synchronisation des pendules par l'électricité et les met en pratique dès 1863. Il est, à ce titre, considéré comme un des pionniers de l'horlogerie électrique.
Vérité a été responsable, comme ingénieur civil, de la maintenance de tout le système de signalisation ferroviaire et des horloges de gare du réseau ferroviaire de la compagnie des chemins de fer du Nord. Vérité fournit des régulateurs et horloges de gares, et fait des recherches concernant spécialement la signalisation électrique et la transmission de l'heure à un nombre indéterminé de cadrans,
Après s'être intéressé  aux orgues d'églises, Vérité entreprend, la conception d'horloges et horloges astronomiques. À Beauvais, on lui doit la réalisation de l'horloge de l'Hôtel-Dieu, puis de celle du Palais de Justice en 1844. Il construit sa première horloge astronomique pour le château de Frocourt en 1855.
Il réalise, en 1860, l'horloge astronomique de la cathédrale Saint-Jean de Besançon. Son chef-d'œuvre est l'horloge astronomique de la Cathédrale Saint-Pierre de Beauvais montée en 3 ans, entre 1865 et 1868, et composée de 90 000 pièces, 68 automates et 52 cadrans.
Auguste-Lucien Vérité est inhumé au cimetière général de Beauvais (rue de Calais) ; sa tombe est actuellement (2017) à l'abandon.

## Synchronisation des horloges par l'électricité
Léon Foucault semble avoir été le premier à formuler le principe de la synchronisation des horloges par une action électromagnétique. Vérité est l'un de ceux à avoir mis cette idée en œuvre. Cette idée a été adoptée par la Compagnie du chemin de fer du Nord pour sa gare centrale de Paris, où des centaines de cadrans recevaient l'heure d'une horloge unique. (cf. nécrologie p. 426-427)

## Expositions et distinctions
Vérité a participé à de nombreuses expositions et a eu divers prix.
Lors de l'exposition de 1844, il expose un échappement à force constante et obtient une médaille d'argent. Il expose l'horloge destinée au palais de justice de Beauvais.
Il reçoit la croix de la Légion d'honneur pour ses travaux en synchronisation des horloges.

## Brevets
- A.-L. Vérité, brevet pour un échappement libre à force constante, 4 juin 1840
- A.-L. Vérité, brevet pour une sonnerie d'horloge dite kalynoydre, 6 février 1845
- A.-L. Vérité et J.-S. Bazin, brevet d'importation pour un système d'appareils destinés à prévenir les rencontres des trains sur les chemins de fer, brevet de 15 ans du 30 avril 1858 (brevet d'addition le 31 décembre 1860)
- A.-L. Vérité et J.-S. Bazin, brevet d'importation pour un système de construction d'appareils destinés à prévenir la rencontre des trains sur les chemins de fer, brevet du 25 septembre 1861
- A.-L. Vérité et Bonnaterre, brevet pour un genre de pile électrique dite « pile Vérité », 12 mai 1862
- Prud'homme et A.-L. Vérité, brevet pour une disposition du mécanisme des cadrans électriques, 7 mars 1864

## Liste partielle des horloges de Vérité
|  |  |  |

- Ancienne horloge de la tour du château de Bouvigny-Boyeffles, restaurée en 2010 et exposée dans l'église Saint-Martin de Bouvigny-Boyeffles (cf. La Voix du Nord, 21 septembre 2010[5])
- Horloge de l'église d'Allonne (Oise) : cette horloge existe encore et il est prévu de la faire restaurer[6]. Elle est inscrite au titre objet depuis 2005[7].
- Horloge de la collégiale de Gerberoy (Oise) : cette horloge existe encore (2012)
- Horloge du centre hospitalier interdépartemental de Clermont (Oise) : cette horloge existe encore (2012)
- Horloge de l'hôtel-Dieu de Beauvais (1832). Cette horloge a fonctionné jusqu'en 1940[8].
- Horloge du palais de justice de Beauvais (1844)[9]. Il s'agit de l'actuel musée départemental de l'Oise. Cette horloge existe encore, mais est actuellement (2012) inaccessible en raison de travaux qui peuvent durer jusqu'en 2016, voire 2018.
- Horloge du grand séminaire de Beauvais (années 1850) ; cette horloge indiquait l'heure sur 32 cadrans[10] Il s'agit de l'actuel lycée Jeanne-Hachette. Cette horloge a disparu.
- L'église Sainte-Maure-et-Sainte-Brigide de Nogent-sur-Oise (anciennement Nogent-Les-Vierges) comportait à l'intérieur une horloge réalisée par Vérité et dont le cadran des heures est entouré de six cadrans plus petits qui se réfèrent aux mouvements des astres[11].
- Horloge astronomique du château de Frocourt dans l'Oise (1855). Cette horloge semble avoir été détruite pendant la Seconde Guerre mondiale.
- Horloge astronomique de Besançon (1858-1863) : la construction de cette horloge fait suite à une horloge astronomique construite par Constant Bernardin entre 1850 et 1855 et qui n'a apparemment pas donné satisfaction. L'horloge de Vérité reprend ou est inspirée de celle de Bernardin.
- Horloge et carillon de la basilique Notre-Dame de Bonsecours (Seine-Maritime) (vers 1863)[12]. Cette horloge existait encore en 1977[8].
- Horloge astronomique de Beauvais (1865-1868). Cette horloge est construite sur le même principe que celle de Besançon, mais avec une plus grande ampleur.
- Intervention sur l'horloge et le carillon de la cathédrale de Reims (1873)[13] ; ce dernier, détruit pendant la première guerre mondiale (19 septembre 1914), a été remplacé en 1935 par un mécanisme dû à l'entreprise Ungerer.

Détails de l'horloge astronomique de Besançon
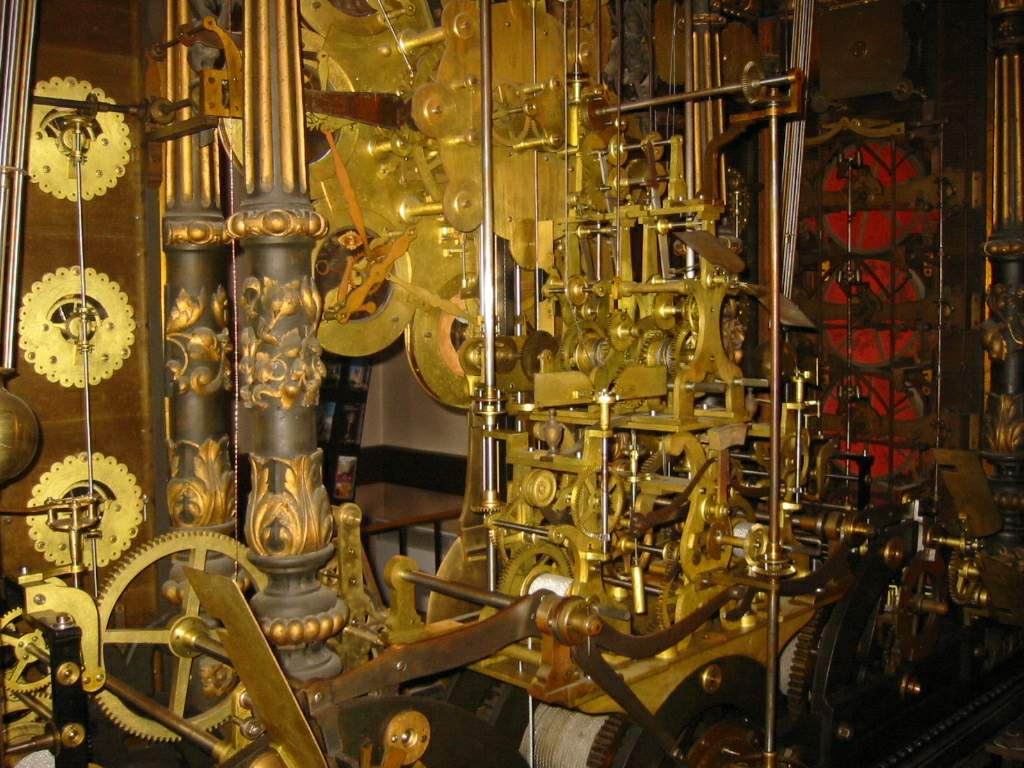
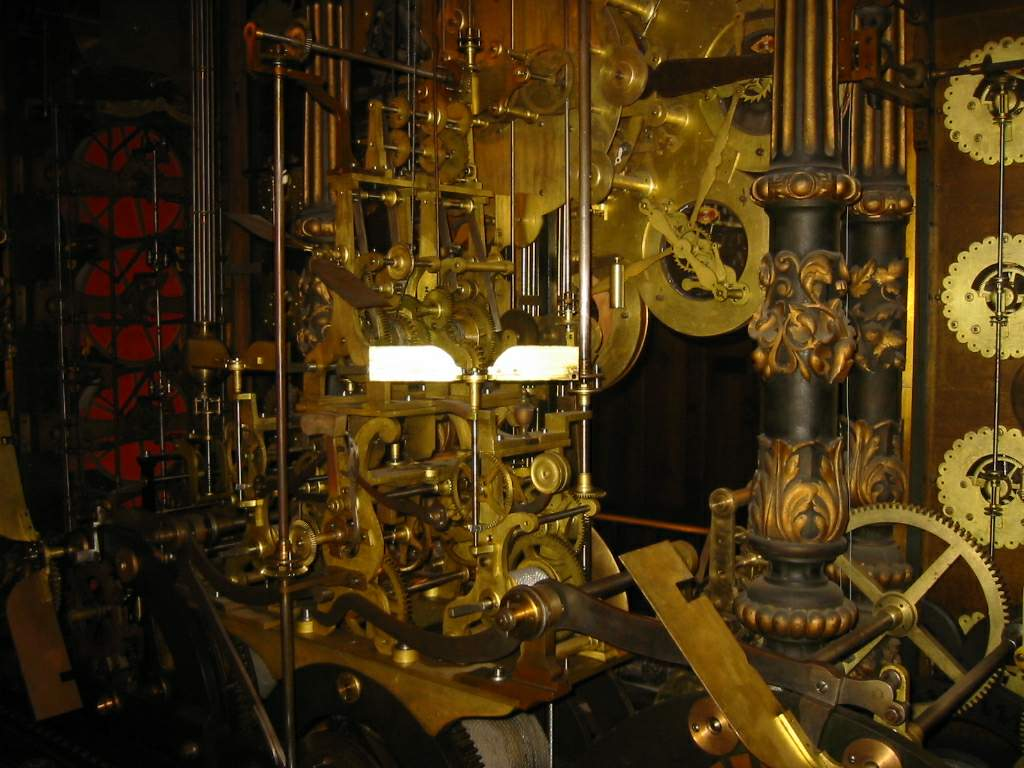
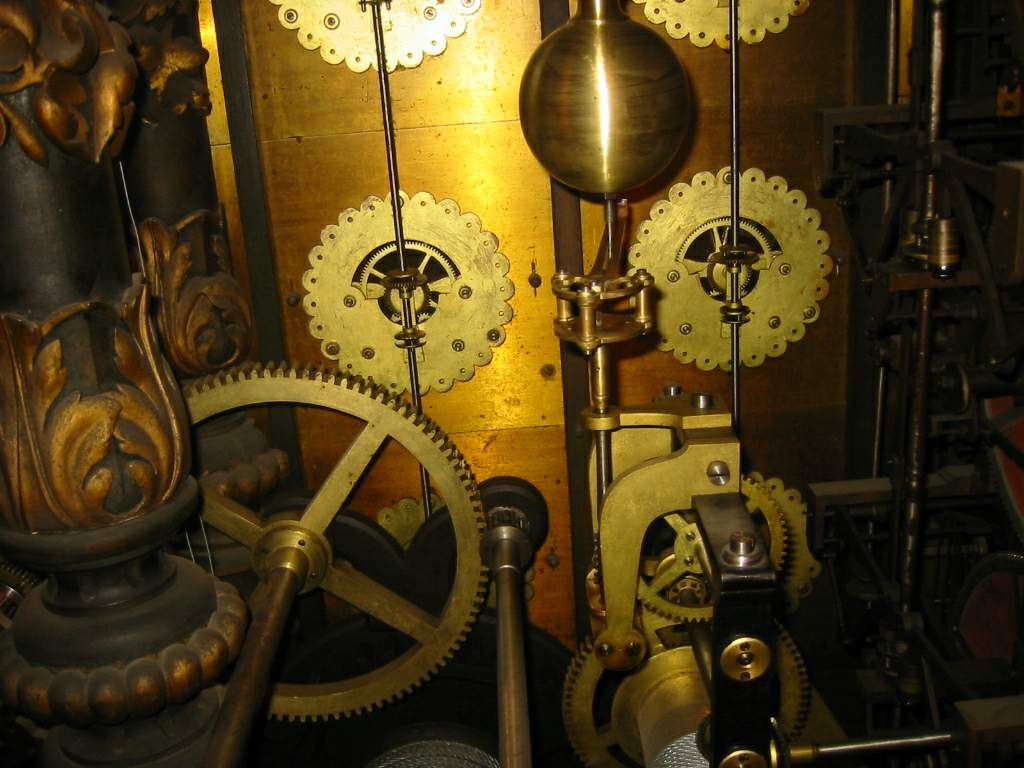
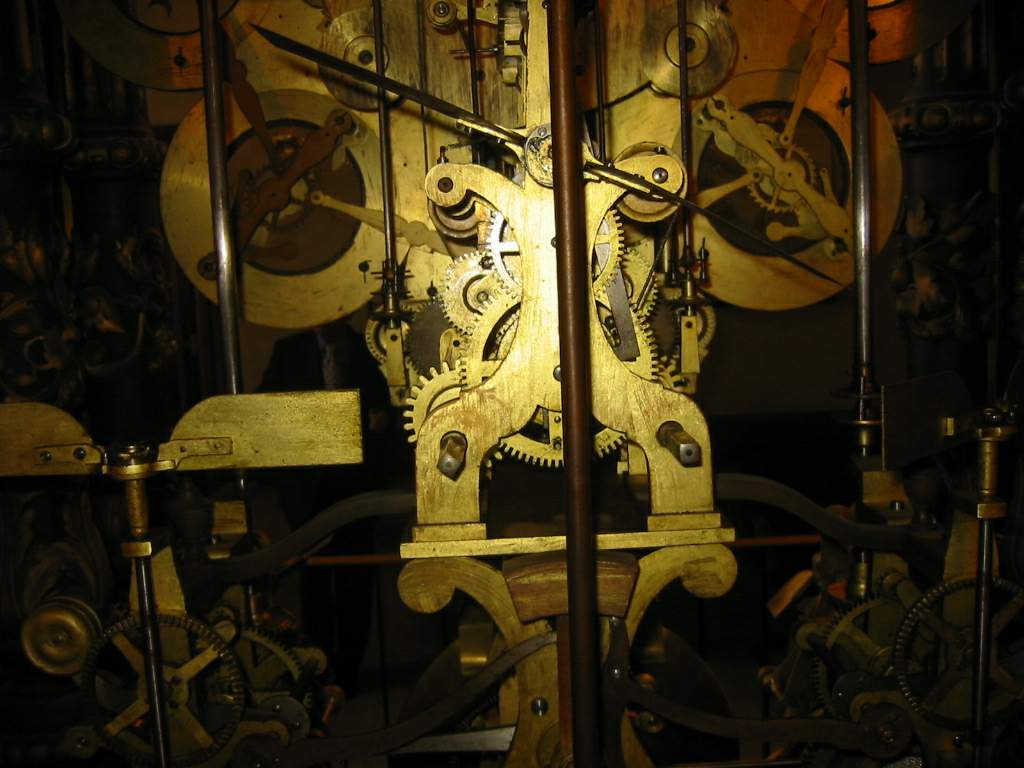

## La maison Vérité après Vérité
L'horloger Siméon Auguste Renard (1812 Ferrières-1888 Ferrières), qui avait fondé son entreprise à Ferrières en 1839, aurait acheté ce qui restait de la maison Vérité vers 1885 (ou après le décès de Vérité ?). Renard avait un neveu Louis Camille Renard qui a sans doute pris la suite et qui aurait vendu en 1898 son entreprise à Marie et Louis Joly, son gendre (?). L’entreprise prit le nom de Huchez-Joly en 1930.

### Horloges de la maison Vérité
- Horloge créée par la maison Vérité, ornant le campanile surmonté d'une flèche de la gare de Senlis (Oise), à l'occasion de la reconstruction de ce bâtiment en 1922, sous la direction de l’architecte Gustave Umbdenstock, à la suite de sa destruction en septembre 1914 par l'ennemi[14].